# Frédéric François-Marsal
Frédéric François-Marsal (ur. 16 marca 1874 w Paryżu, zm. 20 maja 1958 w Gisors) – francuski polityk czasów III Republiki Francuskiej, premier oraz pełniący obowiązki prezydenta Francji.

## Życiorys
Urodził się w 1874 roku w Paryżu. Ukończył m.in. liceum Louis-le-Grand oraz École spéciale militaire de Saint-Cyr, po której służył jako oficer we francuskich Indochinach. Po odbyciu służby wojskowej był finansistą w wielu bankach na terenie całej Francji.
Podczas rządów Georges'a Clemenceau pełnił funkcję doradcy ekonomicznego. W ciągu następnych lat piastował tekę ministra finansów w rządach Alexandre'a Milleranda, Georges'a Leygues'a oraz Raymonda Poincarégo.
8 czerwca 1924 objął funkcję premiera Francji. Dwa dni później objął tymczasowo urząd prezydenta Francji. 13 czerwca na miejscu prezydenta zastąpił go Gaston Doumergue. 15 czerwca stracił również stanowisko premiera Francji. Na tym stanowisku zastąpił go Édouard Herriot.
W latach 1921–1930 był senatorem reprezentującym departament Cantal.
Zmarł w 1958 w Gisors w wieku 84 lat.